# Pierangelo Valtinoni
Pierangelo Valtinoni (né le 11 janvier 1959 à Montecchio Maggiore) est un compositeur et musicologue italien.

## Biographie
Valtinoni, originaire de la province de Vicence, a étudié l'orgue et la composition pour orgue au Conservatoire Giovanni Battista Martini de Bologne. Il fréquente ensuite le Conservatoire Benedetto Marcello de Venise, où il étudie la musique chorale et la direction de chœur. Il a complété ses études de composition au Conservatoire Cesare Pollini de Padoue et de direction d'orchestre à l'Institut de musique de Conegliano.
Il a commencé sa carrière musicale comme organiste et chef de chœur. Avec l'Ensemble Paralleli de Vicence et l'Ensemble Ikarus de Reggio Emilia, Valtinoni s'est produit au niveau international en tant qu'organiste et chef d'orchestre. Il a travaillé entre autres avec l'Opéra-Comique de Berlin et l'Opéra de Zurich.
Valtinoni s'est fait connaître principalement grâce à ses compositions d'opéras pour enfants, qui ont connu un succès international.
Son opéra Il piccolo principe est le premier opéra pour enfants jamais commandé par La Scala. L'opéra raconte l'histoire du Le Petit Prince d'Antoine de Saint-Exupéry. La composition originale a été créée en traduction allemande au le Théâtre d'État de Darmstadt. Une version réécrite pour les Regensburger Domspatzen a été créée au 'Théâtre de Ratisbonne (de).

## Œuvres

### Opéras
- 1996 : Il ragazzo col violino (Le garçon au violon)
- 2001 : Pinocchio, burattino di talento d'après Les Aventures de Pinocchio (en un acte)
- 2006 : Pinocchio, burattino di talento (en deux actes)
- 2010 : La Regina delle nevi d'après La Reine des neiges
- 2016 : Il Mago di Oz d'après Le Magicien d'Oz
- 2020 : Alice nel Paese delle Meraviglie d'après Les Aventures d'Alice au pays des merveilles
- 2021 : Pigafetta e il primo viaggio intorno al mondo
- 2021 : Il Piccolo Principe d'après Le Petit Prince
- 2023 : Viaggio sul Pianeta 9 (Voyage vers la planète 9)

## Récompenses
- 2006 : Meilleure composition, 60e du Festival Nazionale d'Arte Drammatica de Pesaro
- 2014 : Premio ASAC per la musica corale
- 2017 : Accademico Olimpico de l'Accademia Olimpica (it)
- 2019 : Citoyen d'honneur de sa ville natale Montecchio Maggiore